# 임대준
임대준(1994년 5월 4일 ~ ) 은 대한민국의 축구 선수로, 포지션은 미드필더이다. 현재 진주시민축구단에서 활약하고 있다.

## 클럽 경력
2017시즌을 앞두고 광주 FC에 입단하면서 프로 커리어를 시작했다.